# Мальтотриоза
Мальтотриоза представляет собой трисахарид (сахар из трёх субъединиц), состоящий из трёх молекул глюкозы, соединенных α-1,4 гликозидными связями. 
Чаще всего её получают посредством пищеварительного фермента альфа-амилазы (обычный фермент в слюне человека для преобразования амилозы в крахмале).  Получение мальтотриозы и мальтозы в этом процессе происходит случайным образом, когда альфа-амилаза гидролизует α-1,4 гликозидные связи.
Мальтотриоза является вторым по содержанию сахаром в пивном сусле (15−20%), но потребляется дрожжами в последнюю очередь и с низкой скоростью, оставаясь в сусле после первичной ферментации. По видимому, ограничивающей стадией в утилизации мальтотриозы дрожжами является транспорт через цитоплазматическую мембрану.